# Île à Cabrit
Île à Cabrit är en ö i Haiti.   Den ligger i departementet Ouest, i den centrala delen av landet, 19 km norr om huvudstaden Port-au-Prince.